# Kefense Hynson
Kefense Hynson (Oakland, Kalifornia, 1980 körül) amerikai amerikaifutball-játékos és -edző, 2025-től a Tampa Bay Buccaneers passzkoordinátora. 2023-ban az Oregon State Beavers ideiglenes vezetőedzője volt.
1999 és 2002 között a Willamette Bearcats defensive backjeként játszott.

## Pályafutása
2009 és 2011 között a Yale Bulldogs wide receivereinek edzője és társ-támadókoordinátora volt. 2012. június 29-én a Montana Grizzlies speciális csapatának és tight endjeinek edzője lett, 2013-ban pedig társ-támadókoordinátorrá léptették elő. 2025. május 21-én a Norfolk State Spartans, december 30-án pedig a Hawaii Rainbow Warriors wide receivereinek edzőjévé nevezték ki.
2018 és 2023 között, illetve 2024-ben az Oregon State Beavers passzkoordinátori pozícióját töltötte be, majd 2023-ban helyettes vezetőedző volt.
2025. február 3-án a Tampa Bay Buccaneers passzkoordinátorává nevezték ki.

## Eredményei vezetőedzőként
| Év                                       | Eredmény                                 | Eredmény                                 | Helyezés                                 | Továbbjutás                              |
| Év                                       | Összesített                              | Konferencia                              | Helyezés                                 | Továbbjutás                              |
| Oregon State Beavers (Pac-12 Conference) | Oregon State Beavers (Pac-12 Conference) | Oregon State Beavers (Pac-12 Conference) | Oregon State Beavers (Pac-12 Conference) | Oregon State Beavers (Pac-12 Conference) |
| ---------------------------------------- | ---------------------------------------- | ---------------------------------------- | ---------------------------------------- | ---------------------------------------- |
| 2023                                     | 0–1                                      | 0–0                                      | T-4.                                     | Sun Bowl                                 |

## Fordítás
- Ez a szócikk részben vagy egészben  a   Kefense Hynson című angol Wikipédia-szócikk ezen változatának fordításán alapul.  Az eredeti cikk szerkesztőit annak laptörténete sorolja fel. Ez a jelzés csupán a megfogalmazás eredetét és a szerzői jogokat jelzi, nem szolgál a cikkben szereplő információk forrásmegjelöléseként.